# Simon Cocu
 (mai 2024).
La mise en forme du texte ne suit pas les recommandations de Wikipédia : il faut le « wikifier ».
Les points d'amélioration suivants sont les cas les plus fréquents :
- Les titres sont pré-formatés par le logiciel. Ils ne sont ni en capitales, ni en gras.
- Le texte ne doit pas être écrit en capitales (les noms de famille non plus), ni en gras, ni en italique, ni en « petit »…
- Le gras n'est utilisé que pour surligner le titre de l'article dans l'introduction, une seule fois.
- L'italique est rarement utilisé : mots en langue étrangère, titres d'œuvres, noms de bateaux, etc.
- Les citations ne sont pas en italique mais en corps de texte normal. Elles sont entourées par des guillemets français : « et ».
- Les listes à puces sont à éviter, des paragraphes rédigés étant largement préférés. Les tableaux sont à réserver à la présentation de données structurées (résultats, etc.).
- Les appels de note de bas de page (petits chiffres en exposant, introduits par l'outil «  Source ») sont à placer entre la fin de phrase et le point final[comme ça].
- Les liens internes (vers d'autres articles de Wikipédia) sont à choisir avec parcimonie. Créez des liens vers des articles approfondissant le sujet. Les termes génériques sans rapport avec le sujet sont à éviter, ainsi que les répétitions de liens vers un même terme.
- Les liens externes sont à placer uniquement dans une section « Liens externes », à la fin de l'article. Ces liens sont à choisir avec parcimonie suivant les règles définies. Si un lien sert de source à l'article, son insertion dans le texte est à faire par les notes de bas de page.
- La présentation des références doit suivre les conventions bibliographiques. Il est recommandé d'utiliser les modèles {{Ouvrage}}, {{Chapitre}}, {{Article}}, {{Lien web}} et/ou {{Bibliographie}}. Le mode d'édition visuel peut mettre en forme automatiquement les références.
- Insérer une infobox (cadre d'informations à droite) n'est pas obligatoire pour parachever la mise en page.

Pour une aide détaillée, merci de consulter Aide:Wikification.
Si vous pensez que ces points ont été résolus, vous pouvez retirer ce bandeau et améliorer la mise en forme d'un autre article.
Pour les articles homonymes, voir Cocu.
Simon Cocu, alias Simon C., est un peintre français né le 1er décembre 1925 dans les Ardennes, à Neufmanil.

## Biographie
Issu d’un milieu modeste, Simon Cocu est né dans une bourgade vouée alors à la métallurgie.
Attiré dès son adolescence par le dessin et la peinture, il est remarqué par son professeur de dessin Maurice Mélat (1910-2001) alors qu’il est son élève à Toulouse. En effet, c’est dans cette ville que la famille a dû fuir l’invasion allemande de 1940. Maurice Mélat est lui-même peintre, et aussi musicien, et enseigne aux Beaux-arts de Toulouse. Il incite le jeune homme à participer à des ateliers du soir de dessin. Ce qui ne l’empêche pas de poursuivre sa scolarité. En juin 1941, Simon Cocu est reçu au concours d’entrée à l’École normale d’instituteurs. Et peu après son retour dans les Ardennes, il est nommé instituteur à Monthermé. Toute sa vie professionnelle se fera à l’Éducation nationale : il la terminera en 1981 comme sous-directeur au collège Jean Rogissart de Nouzonville.
Parallèlement, Simon Cocu se voue à la peinture. Il est un peintre autodidacte. Il peint sur différents supports, et pratique peinture à l’huile, à l’eau, acrylique, pastel, fusain. Ses thèmes privilégiés sont les paysages de ses Ardennes natales, en particulier de la vallée de la Semoy, et la métallurgie. Après une période où ses œuvres sont imprégnées de constructivisme, d’expressionnisme et de fauvisme, il trouve une voie originale : celle d’un dessin et d’une peinture libres, réalistes, aux couleurs fortes.
Il expose pour la première fois en 1950 au Salon des Artistes ardennais organisé par l’Union Artistique des Ardennes (dont il sera élu président en 1984).
Il expose essentiellement dans les Ardennes, mais aussi en Belgique, au Luxembourg, en Allemagne.
Il illustre différents ouvrages, notamment de Jean Rogissart, dont il avait été élève à l’école de Nouzonville, et à partir de 1982 la revue Terres Ardennaises.

## Ouvrages illustrés par Simon Cocu
- Jean Rogissart, Les Mamert, 1984, éditions Terres Ardennaises
- Henri Manceau, Gens et métiers d’autrefois, 1986, éditions Terres Ardennaises
- Jean Rogissart, Les Romans rustiques, 1994, éditions Terres Ardennaises
- Jean Rogissart, Psaumes pour la forêt, 2010, Cercle du Bibliophile ardennais
- L’Ardenne de fer et de feu, 2011, Cercle du Bibliophile ardennais
- Jean Rogisart, Aux verts fuseaux de la Semoy et de la Meuse, 2014, Art et passion du livre en Ardenne
- Enfances de “Vaillants”, 2012, éditions Terres Ardennaises

## Œuvres dans des établissements publics
- Musée de l'Ardenne (Charleville-Mézières)
- École maternelle de Monthermé
- Maison de retraite de Bogny-sur-Meuse (fresque)
- Hôtel de Ville de Nouzonville